# Nexus 10
Il Nexus 10 è stato il primo tablet progettato da Google e commercializzato dal novembre 2012. Costruito da Samsung, con uno schermo da 10 pollici (per la precisione 10,055), e 300 PPI (pixel per pollice) è stato il tablet con la maggiore risoluzione allora in commercio e ha detenuto questo primato fino all'uscita del Nexus 7 2013. 
Il Nexus 10 è stato venduto direttamente da Google tramite il Google Play fino al ritiro dal mercato nel gennaio 2014.

## Schermo
- Display HD 2560 x 1600 da 10,055" (299 ppi)
- WQXGA True RGB Real Stripe PLS
- Touchscreen capacitivo fino a 10 punti
- Vetro in Corning Gorilla Glass 2

## Hardware
- Processore: Samsung Exynos 5250 1,7 GHz Dual-core A15
- Grafica: Quad-core Mali T604
- Fotocamera: Frontale da 1.9 Megapixel - Posteriore da 5 Megapixel
- Memoria interna: 16, 32 GB
- RAM: 2 GB DDR3L

## Versioni e Prezzi
USA:
- 16 GB a $ 399,00
- 32 GB a $ 499,00

GB:
- 16 GB a £ 319,00
- 32 GB a £ 389,00

EU:
- 16 GB a € 399,00
- 32 GB a € 499,00

## Sistema operativo
- Al momento del rilascio: Android 4.2 (Jelly Bean)
- Ultimo aggiornamento disponibile: Android 5.1 (Lollipop)

## Dimensioni e Massa
- Dimensioni: 263.9 x 177.6 x 8.9 mm
- Massa: 603 g

## Batteria
- Polimeri di Litio a 9000 mAh

## Connettività
- Wi-Fi 802.11b/g/n (doppia banda a 2,4 GHz e 5 GHz) (MIMO+HT40)
- Bluetooth 3.0
- GPS
- NFC Dual side (frontale e posteriore) (Android Beam)
- Micro USB 2.0
- Pin per docking
- Micro HDMI
- Uscita audio Jack da 3,5 mm
- Altoparlanti audio frontali
- Microfoni integrati

## Sensori
- Giroscopio
- Luminosità ambientale
- Magnetometro
- Accelerometro
- Barometro

## Paesi in cui è stato venduto
Il Nexus 10 è stato venduto direttamente da Google tramite il suo canale di distribuzione Google Play solo nei paesi in cui questo era allora disponibile ossia:
- Australia
- Canada
- Francia
- Germania
- Giappone
- Regno Unito
- Spagna
- Stati Uniti d'America